# Aprasia clairae
Espèce
Aprasia clairae est une espèce de geckos de la famille des Pygopodidae.

## Répartition
Cette espèce est endémique d'Australie-Occidentale. Elle se rencontre dans les Houtman Abrolhos et à Dongara.

## Description
Le mâle holotype mesure 125 mm dont 35 mm pour la queue.

## Étymologie
Cette espèce est nommée en l'honneur de Clare Stevenson.

## Publication originale
- Maryan, How & Adams, 2013 : A new species of the Aprasia repens species-group (Squamata: Pygopodidae) from Western Australia. Records of the Western Australian Museum, vol. 28, no 1, p. 30-43 (texte intégral).